# Naval Act of 1916

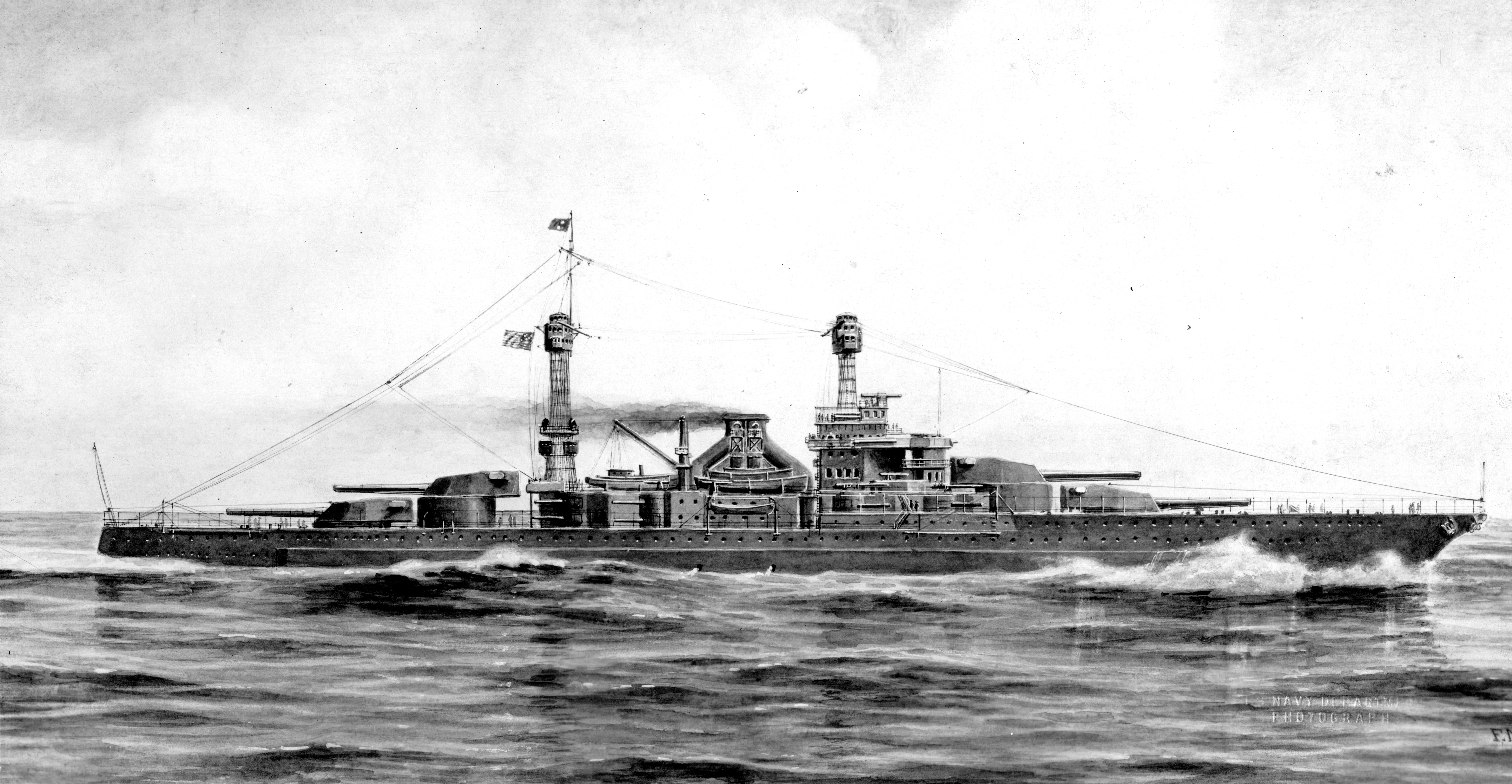
Impressietekening schip van de South Dakotaklasse (1920)

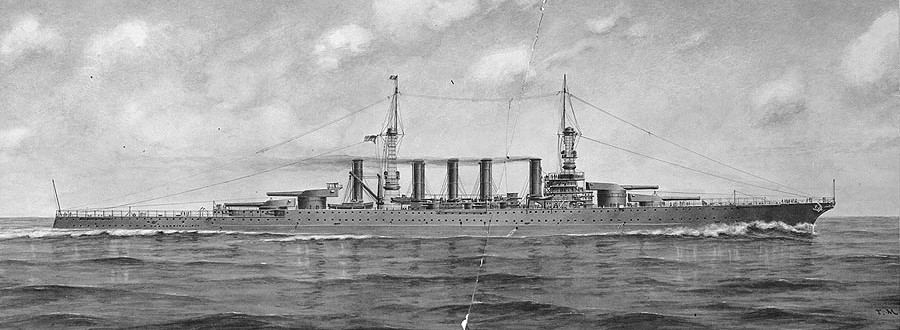
Lexington slagkruiser

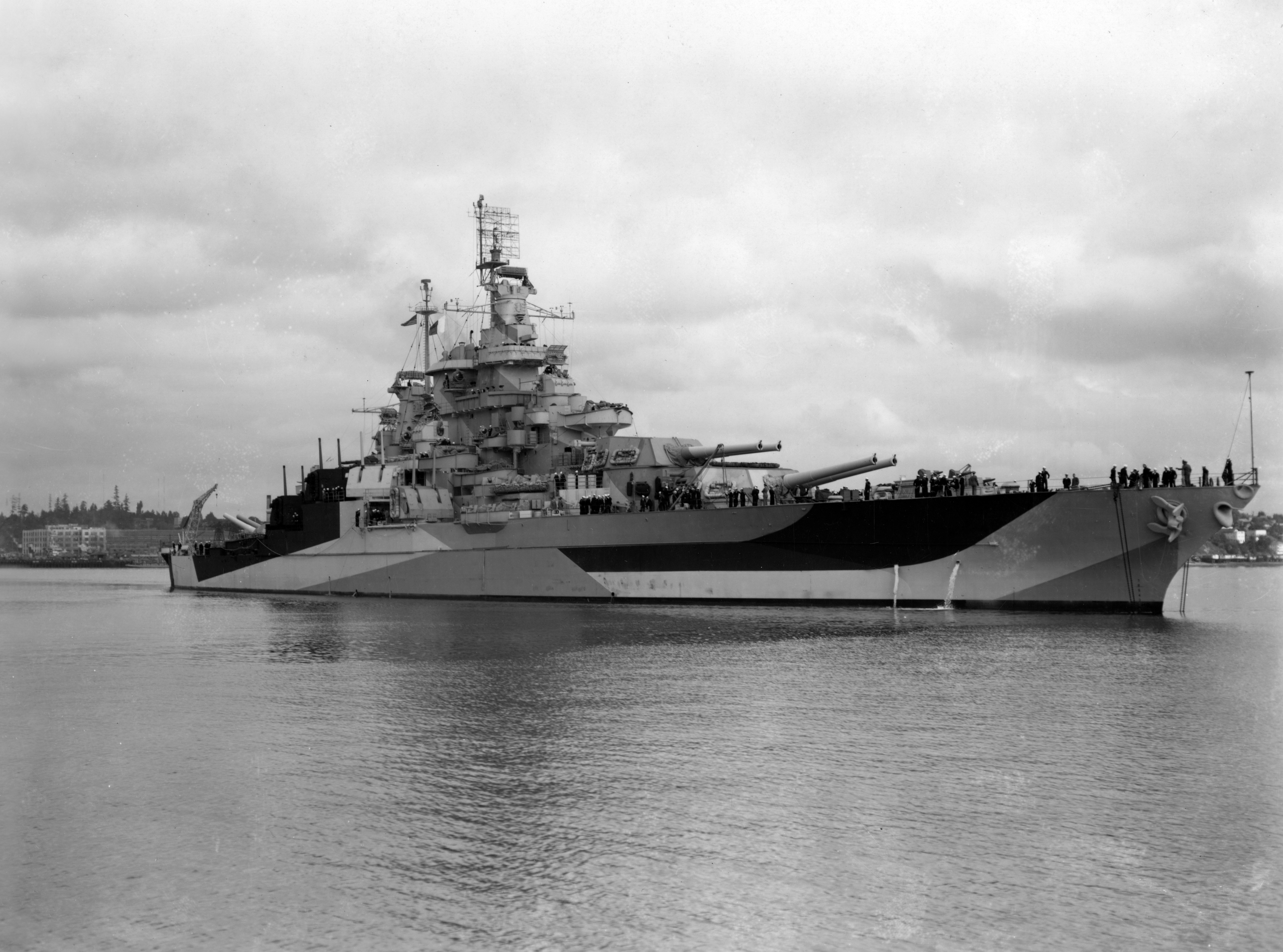
USS Maryland van de Coloradoklasse

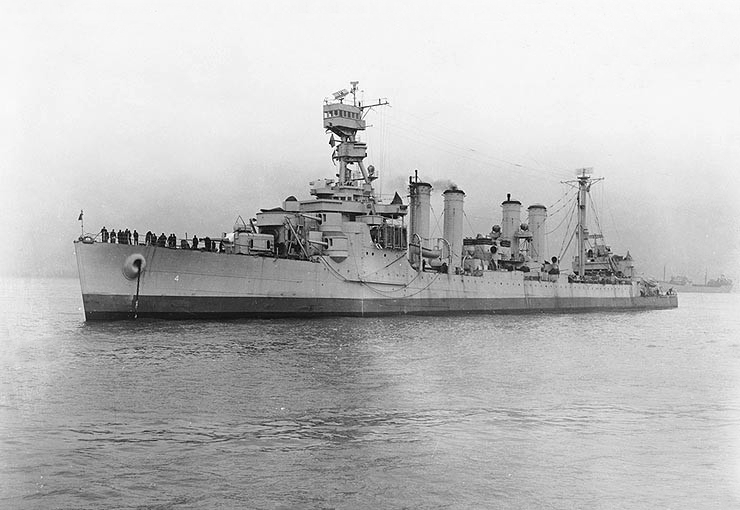
USS Omaha, de naamgever van de Omahaklasse

De Amerikaanse Naval Act of 1916 was een wet aangenomen in augustus 1916 om de Amerikaanse marine fors uit te breiden. De Eerste Wereldoorlog in Europa en het zinken van het passagiersschip Lusitania in juli 1915 maakten deze uitbreiding noodzakelijk.

## Aanleiding
Met de Eerste Wereldoorlog in haar tweede jaar en groeiende spanningen tussen de Verenigde Staten en Duitsland, waaronder het tot torpederen van de Lusitania, met Amerikaanse passagiers, kwam president Wilson met initiatieven om de Amerikaanse marine te versterken. Het werd een langdurig bouwprogramma met als doel de marine in 1925 net zo sterk te maken als enig andere.
De twee daagse zeeslag bij Jutland (31 mei en 1 juni 1916) tussen de Britse en de Duitse marine was een bewijs dat grote schepen de strijd op zee zouden bepalen. Twee maanden later, op 29 augustus 1916, nam het Amerikaanse Congres de wet aan die om een vloot vroeg die zowel de Atlantische als de Pacifische kust kon bewaken.

## Programma
In de wet was vastgelegd dat er in totaal 156 schepen met een totale waterverplaatsing van 813.000 ton bij de vloot zouden worden gevoegd. De totale kosten werden geraamd op $544 miljoen. Dit was een aanzienlijke uitbreiding, in de jaren 1910 tot en met 1916 was de begroting voor de marine gemiddeld $135 miljoen per jaar. Voor het eerste jaar was voorzien in de start van de bouw van vier slagschepen, vier slagkruisers, vier lichte kruisers en nog diverse kleinere schepen. Het bouwprogramma zou uiterlijk in 1923 afgerond moeten zijn. De volgende schepen zouden bij de vloot worden gevoegd:
- 10 slagschepen
  - Deze slagschepen zouden worden bewapend met de grootste kanonnen die destijds beschikbaar waren.
    - Vier schepen met acht 16-inch (410mm) kanonnen en een waterverplaatsing van 32.000 ton.
    - Zes slagschepen werden nog groter met 12 kanonnen van dit kaliber en een waterverplaatsing van 42.000 ton.
- 6 slagkruisers van de Lexingtonklasse
- 10 verkenningskruisers van de Omahaklasse
- 50 torpedobootjagers
- 67 onderzeeboten en
- diverse andere schepen voor de bevoorrading en dergelijke.

Op 6 april 1917 verklaarde de Verenigde Staten aan Duitsland de oorlog. 

## Uitvoering
De oorlogsverklaring kwam vroeger dan verwacht. De belangrijkste bouwbesluiten waren nog niet genomen en in juli 1917 was pas van een groot schip de kiel gelegd en van de andere was de bouw helemaal nog niet begonnen. De slag bij Jutland maakte het voor de Duitse vloot moeilijk uit te varen waardoor de dreiging van grote oppervlakteschepen beperkt was. Duitse onderzeeboten waren wel een duidelijke bedreiging voor de aanvoer van manschappen en materieel naar het Europese strijdtoneel. Er was een grote behoefte aan schepen voor het escorteren van konvooien en de onderzeebootbestrijding. In 1919 waren zo’n 250 torpedobootjagers gebouwd, ofwel vijfmaal meer dan in de wet van 1916 was voorzien. Vooral jagers van de Wickesklasse en Clemsonklasse werden in grote aantallen gebouwd.
Na afloop van de oorlog werd het oorspronkelijke bouwprogramma weer opgestart. In 1919 werd de kiel voor het tweede slagschip gelegd en voorbereidingen getroffen voor de overige acht. In 1920 volgden de acht lichte kruisers en de eerste slagkruiser en in 1921 de laatste vijf slagkruisers. In 1922 werd het Verdrag van Washington gesloten om een wapenwedloop op zee te voorkomen. De afspraken legden beperkingen op aan de omvang van de vloot en de omvang en de bewapening van de schepen.
Als een gevolg van de afspraken werden van de vier kleinere slagschepen van de Coloradoklasse er drie afgebouwd. Van deze klasse werd alleen de USS Washington niet afgebouwd. Dit schip werd als doel gebruikt voor schietoefeningen. De lessen hieruit zijn gebruikt voor verbeteringen aan de drie zusterschepen. In 1920 en 1921 werden de kielen gelegd van de zes zware slagschepen van de South Dakotaklasse. Deze schepen hadden een waterverplaatsing van ongeveer 10.000 ton meer dan die van de Coloradoklasse. In 1923 zijn alle orders hiervoor geannuleerd en de schepen in aanbouw zijn weer gesloopt.
De bouw van de zes slagkruisers van de Lexingtonklasse werd ook stilgelegd. Voor vliegdekschepen was in het verdrag een limiet opgenomen van 135.000 ton voor de Verenigde Staten. Dit bood ruimte om twee schepen af te bouwen als vliegdekschip, de Lexington en Saratoga. De overige vier werden op de helling gesloopt. 
De tien schepen van de Omahaklasse zijn wel allemaal gebouwd.

## Naslagwerken
- (en)  KIRSCHBAUM, Joseph, The 1916 Naval Expansion Act: Planning for a Navy Second to None, dissertatie, 31 augustus 2008
- (en)  NELSON, Lillian Ruth The Naval Policy of the United States, 1919-1931, 1941